# Acacia andrewsii
Acacia andrewsii är en ärtväxtart som beskrevs av William Vincent Fitzgerald. Acacia andrewsii ingår i släktet akacior, och familjen ärtväxter. Inga underarter finns listade i Catalogue of Life.